# USS Holland (SS-1)
Lo USS Holland (SS-1) fu il primo sommergibile commissionato ed entrato in servizio effettivo nella marina degli Stati Uniti,  comunque non il primo ad essere utilizzato, che fu, invece l'Alligator del 1862. Deve il suo nome al suo inventore, John Philip Holland. Il sommergibile fu chiamato al momento "Holland VI", e varato il 17 maggio 1897.

## Progetto e costruzione

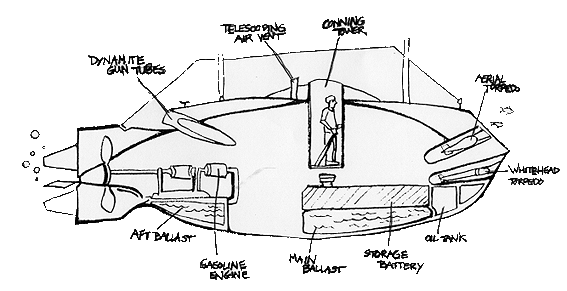
Schema dellHolland

Il mezzo fu costruito presso il cantiere navale Crescent Shipyard dell'architetto Lewis Nixon presso Elizabeth (New Jersey) per conto della ditta di Holland, l'Holland Torpedo Boat Company.
La costruzione procedette sotto la diretta supervisione di John Holland che progettò lo scafo ed i suoi dettagli insieme al capo architetto dei cantieri Crescent, Arthur Leopold Busch (1866 – 1956).
Quest'ultimo, immigrato dal Regno Unito, ebbe un ruolo cruciale nello sviluppo dei sottomarini statunitensi.
Il sommergibile impiegava i numerosi brevetti sviluppati da Holland.

## Tecnica
L'Holland anticipava molte delle caratteristiche tipiche dei sommergibili moderni. Aveva un motore a combustione interna per navigare in superficie e ricaricare le batterie abbinato ad un motore elettrico per avanzare in immersione.
Era dotato di un tubo lanciasiluri ricaricabile e un lanciagranate pneumatico).
Era dotato di una torretta e delle necessarie zavorre e serbatoi di assetto per regolare le varie fasi della navigazione sottomarina.

## Impiego operativo

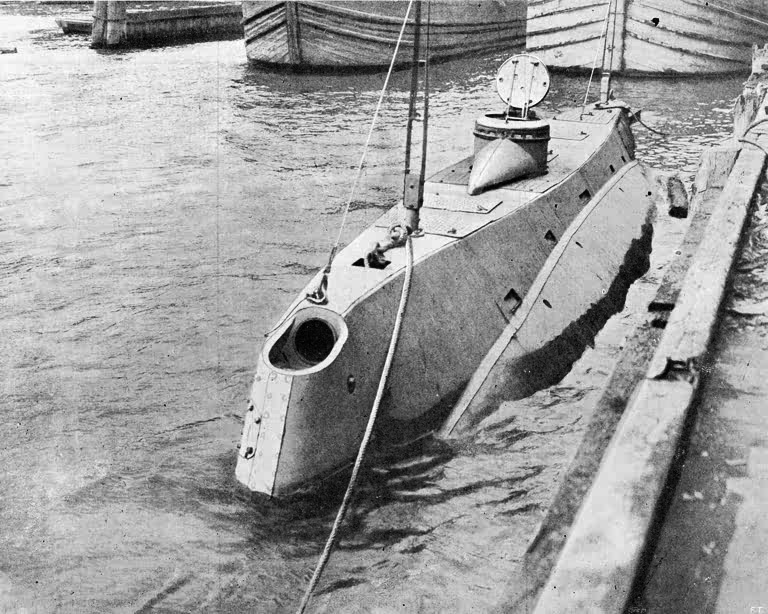
LHolland in porto nel 1898

L'Holland VI fu valutato positivamente dal governo americano come nave da guerra e acquistato per 150.000 dollari l'11 aprile 1900. Fu considerato il primo mezzo di questo tipo effettivamente efficiente. Il governo degli Stati Uniti ordinò altre unità dello stesso tipo che andarono a formare la classe Plunger. Questi sottomarini diventarono la prima flotta statunitense di questo tipo.
L'Holland VI fu modificato dopo il suo varo e gli fu cambiato il nome in USS Holland (SS-1) quando entrò in servizio nella marina degli Stati Uniti il 12 ottobre 1900 presso Newport, Rhode Island sotto il comando del tenente Harry H. Caldwell, diventò il primo sottomarino in servizio effettivo presso la marina degli Stati Uniti.
L'Holland, insieme ad altri sei sottomarini dello stesso tipo, furono dislocati, tra il 1899 ed il 1905, presso la base navale di New Suffolk, New York che divenne la prima base di sottomarini degli Stati Uniti.

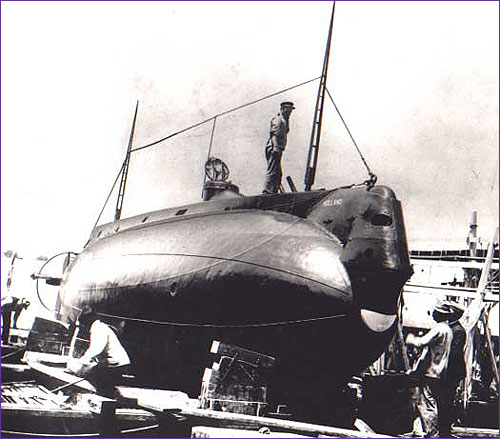
USS Holland in carenaggio

Il 16 ottobre del 1900, per permetterne l'uso per tutto l'inverno, l'Holland fu rimorchiato presso Annapolis, Maryland, dove fu usato per l'addestramento dei sottoufficiali e marinai dell'accademia navale.
L'Holland rimase presso Annapolis fino il 17 luglio 1905 come sommergibile scuola, tranne per il periodo fra il 15 giugno ed il 1º ottobre 1901 dove fu impegnato con i cadetti presso la Naval Torpedo Station (base per la sperimentazione dei siluri) di Newport, Rhode Island.
L'Holland finì la sua carriera presso Norfolk, Virginia. Il suo nome fu tolto dal registro navale 21 novembre 1910. Fu venduto come rottame il 18 giugno 1913.